# Acalypha indica
El cupamení de la India o hierba del golpe (Acalypha indica), es una especie de planta perteneciente a la familia Euphorbiaceae. 

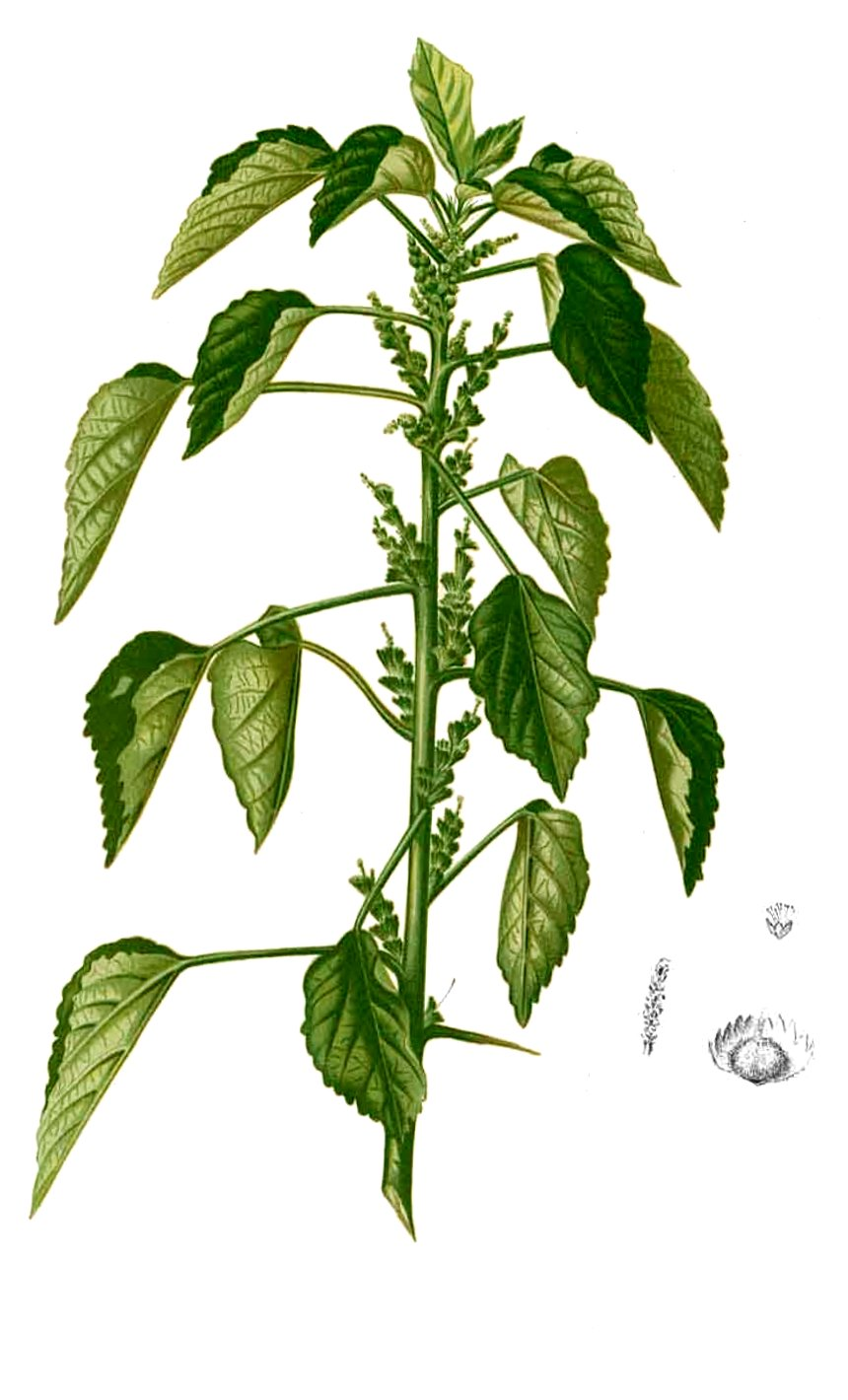
Ilustración

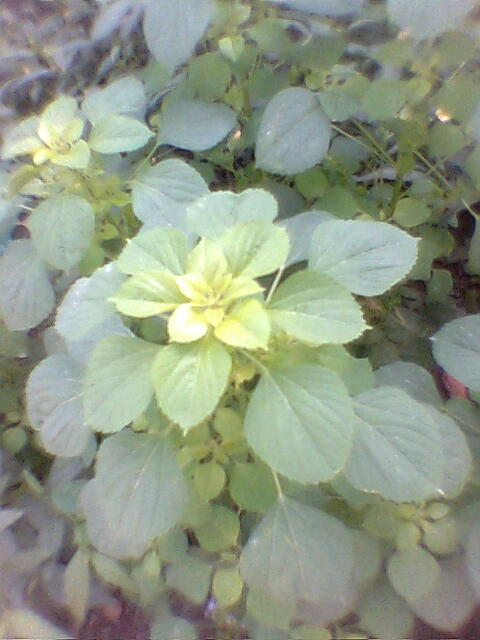
Vista de la planta

## Descripción
Es un arbusto robusto que alcanza un tamaño de 50 cm de altura. Está ramificado desde el suelo y los tallos presentan pelos cuando jóvenes. Las hojas son delgadas y oavalado-romboideas. Las inflorescencias contienen las flores masculinas y femeninas.

## Distribución y hábitat
Originaria de Asia y África tropical (regiones tropicales y subtropicales de ambos hemisferios), está presente en climas semisecos, entre los 1000 y los 1100 metros, asociada al bosque tropical caducifolio.

## Propiedades
Las aplicaciones medicinales que se registran son: para lavar heridas (Puebla) y cuando se presenta hemorragia abundante durante el posparto. Se prepara la planta en cocimiento y se aplica en forma de lavado vaginal (Guerrero).
Principios activos
En Acalypha indica sólo se ha detectado la presencia de alcaloides en los retoños de la planta.
Farmacología
El extracto acuoso de las hojas ejerció una actividad antibiótica contra Bacillus megaterium, Bacillus subtilis, Escherichia coli, Proteus vulgaris, Pseudomonas fluorescens, Salmonella typhosa, Sarcina lutea y Staphylococcus aureus.

## Taxonomía
Acalypha indica fue descrita por  Carlos Linneo y publicado en Species Plantarum 2: 1003. 1753.
Etimología
Acalypha: nombre genérico que deriva del griego antiguo akalephes = ("ortiga"), en referencia a que sus hojas son semejantes a ortigas.
indica: epíteto geográfico que alude a su localización cerca del Océano Índico.
Sinonimia
- Acalypha bailloniana Müll.Arg.
- Acalypha canescens Wall.
- Acalypha caroliniana Blanco
- Acalypha chinensis Benth.
- Acalypha ciliata Wall.
- Acalypha cupamenii Dragend.
- Acalypha deciduaForssk.
- Acalypha fimbriata Baill.
- Acalypha indica var. bailloniana (Müll.Arg.) Hutch.
- Acalypha indica var. minima (H.Keng) S.F.Huang & T.C.Huang
- Acalypha minima H.Keng
- Acalypha somalensis Pax
- Acalypha somalium Müll.Arg.
- Acalypha spicata Forssk.
- Cupamenis indica (L.) Raf.
- Ricinocarpus baillonianus (Müll.Arg.) Kuntze
- Ricinocarpus deciduus (Forssk.) Kuntze
- Ricinocarpus indicus (L.) Kuntze[5]